# Gesetz über Ordnungswidrigkeiten
Das Gesetz über Ordnungswidrigkeiten (OWiG) gibt den Verwaltungsbehörden des Bundes, der Länder und der Gemeinden sowie auch anderen Körperschaften und Anstalten des öffentlichen Rechts (z. B. Rundfunkanstalten) die gesetzliche Grundlage, Verwarnungs- und Bußgelder zu verhängen, um Verstöße gegen ordnungsrechtliche Vorschriften (Verwaltungsunrecht) zu ahnden. Die Verfolgung und Ahndung von Ordnungswidrigkeiten, die im Regelfall den Verwaltungsbehörden obliegt (§ 35 OWiG), stellt Sanktionsrecht dar und ist von der Verhängung von Zwangsgeldern zur Durchsetzung von Verwaltungsakten im Wege der Verwaltungsvollstreckung zu unterscheiden.

## Inhalt
Eine Ordnungswidrigkeit ist eine rechtswidrige und vorwerfbare Handlung, die den Tatbestand eines Gesetzes verwirklicht, das die Ahndung mit einer Geldbuße zulässt. Die Ahndung erfolgt durch einen Bußgeldbescheid. In minder schweren Fällen können auch Verwarnungen unter Erhebung eines Verwarnungsgelds oder mündliche Verwarnungen ohne Verwarnungsgeld ausgesprochen werden. 
Nach § 47 Abs. 1 OWiG liegt es im Ermessen der zuständigen Behörde, aus Opportunitätsgründen von einer Verfolgung der Ordnungswidrigkeit abzusehen.
Gegen Bußgeldbescheide ist der Rechtsbehelf des Einspruchs gegeben. Die Verwaltungsbehörde übersendet die Akten über die Staatsanwaltschaft an das zuständige Amtsgericht, wenn sie nach eigener Prüfung den Bußgeldbescheid nicht zurücknimmt. Dies führt zu einer Entscheidung über die Ordnungswidrigkeit durch einen unabhängigen Richter; dem Bußgeldbescheid kommt im gerichtlichen Bußgeldverfahren die Funktion einer anklageähnlichen Sachurteilsvoraussetzung zu. Wird kein Einspruch eingelegt oder der Einspruch als unzulässig verworfen, erwächst der behördliche Bußgeldbescheid in Rechtskraft.
Werden rechtskräftige und vollstreckbare Geldbußen nicht entrichtet, können die Behörden die Durchsetzung der Geldbuße im Wege des Verwaltungszwangsverfahrens durch Vollziehungsbeamte erzwingen. Werden keine Gründe für eine Zahlungsunfähigkeit dargelegt, so kann das zuständige Amtsgericht auf Antrag der Behörde Erzwingungshaft anordnen, ohne dass es vorheriger Vollstreckungsmaßnahmen bedarf.
Es gibt eine Vielzahl von einzelgesetzlichen Regelungen, die die Festsetzung von Geldbußen möglich machen. Zu den bekanntesten Ordnungswidrigkeiten gehören die Verkehrsordnungswidrigkeiten, die durch sogenannte „Knöllchen“ geahndet werden. Aufgrund der Transformationsvorschrift in § 46 Abs. 1 OWiG sind eine Vielzahl von Vorschriften der StPO sinngemäß anwendbar.
Für Verstöße gegen Ge- und Verbote kommunaler Satzungen können beispielsweise in Hessen Geldbußen von dem Gemeindevorstand (Magistrat) festgesetzt werden (§ 5 Hessische Gemeindeordnung in Verbindung mit § 36 Abs. 1 Nr. 1 OWiG). Gleichartige Vorschriften finden sich auch in den Gemeindeordnungen der anderen Länder (z. B. § 7 Abs. 2 GO NRW für Nordrhein-Westfalen).

## Gliederung des Gesetzes
- Erster Teil: Allgemeine Vorschriften 
  - Erster Abschnitt: Geltungsbereich §§ 1 bis 7
  - Zweiter Abschnitt: Grundlagen der Ahndung §§ 8 bis 16
  - Dritter Abschnitt: Geldbuße §§ 17 bis 18
  - Vierter Abschnitt: Zusammentreffen mehrerer Gesetzesverletzungen §§ 19 bis 21
  - Fünfter Abschnitt: Einziehung von Gegenständen §§ 22 bis 29
  - Sechster Abschnitt: Einziehung des Wertes von Taterträgen, Geldbuße gegen juristische Personen und Personenvereinigungen §§ 29a bis 30
  - Siebenter Abschnitt: Verjährung §§ 31 bis 34
- Zweiter Teil: Bußgeldverfahren 
  - Erster Abschnitt: Zuständigkeit zur Verfolgung und Ahndung von Ordnungswidrigkeiten §§ 35 bis 45
  - Zweiter Abschnitt: Allgemeine Verfahrensvorschriften einschließlich der Verfahrenseinstellung §§ 46 bis 52
  - Dritter Abschnitt: Vorverfahren
    - I. Allgemeine Vorschriften §§ 53 bis 55
    - II. Verwarnungsverfahren §§ 56 bis 58
    - III. Verfahren der Verwaltungsbehörde §§ 59 bis 62
    - IV. Verfahren der Staatsanwaltschaft §§ 63 bis 64

  - Vierter Abschnitt: Bußgeldbescheid §§ 65 bis 66
  - Fünfter Abschnitt: Einspruch und gerichtliches Verfahren
    - I. Einspruch §§ 67 bis 70
    - II. Hauptverfahren §§ 71 bis 78
    - III. Rechtsmittel §§ 79 bis 80a

  - Sechster Abschnitt: Bußgeld- und Strafverfahren §§ 81 bis 83
  - Siebenter Abschnitt: Rechtskraft und Wiederaufnahme des Verfahrens §§ 84 bis 86
  - Achter Abschnitt: Verfahren bei Anordnung von Nebenfolgen oder der Festsetzung einer Geldbuße gegen eine juristische Person oder Personenvereinigung Nebenfolgen §§ 87 bis 88
  - Neunter Abschnitt: Vollstreckung der Bußgeldentscheidungen §§ 89 bis 104
  - Zehnter Abschnitt: Kosten
    - I. Verfahren der Verwaltungsbehörde §§ 105 bis 108
    - II. Verfahren der Staatsanwaltschaft § 108a
    - III. Verfahren über die Zulässigkeit des Einspruchs § 109
    - IV. Auslagen des Betroffenen § 109a

  - Elfter Abschnitt: Entschädigung für Verfolgungsmaßnahmen § 110
  - Zwölfter Abschnitt: Elektronische Dokumente und elektronische Aktenführung §§ 110a bis 110e
- Dritter Teil: Einzelne Ordnungswidrigkeiten
  - Erster Abschnitt: Verstöße gegen staatliche Anordnungen §§ 111 bis 115

(darunter: falsche Namensangabe, Verletzung der Hausordnung eines Gesetzgebungsorgans)
- Zweiter Abschnitt: Verstöße gegen die öffentliche Ordnung §§ 116 bis 123

(darunter: Belästigung der Allgemeinheit)
- Dritter Abschnitt: Missbrauch staatlicher oder staatlich geschützter Zeichen §§ 124 bis 129
- Vierter Abschnitt: Verletzung der Aufsichtspflicht in Betrieben und Unternehmen § 130
- Fünfter Abschnitt: Gemeinsame Vorschriften § 131

- Vierter Teil: Schlussvorschriften §§ 132 bis 135